# Frejol colado
 (septembre 2024).

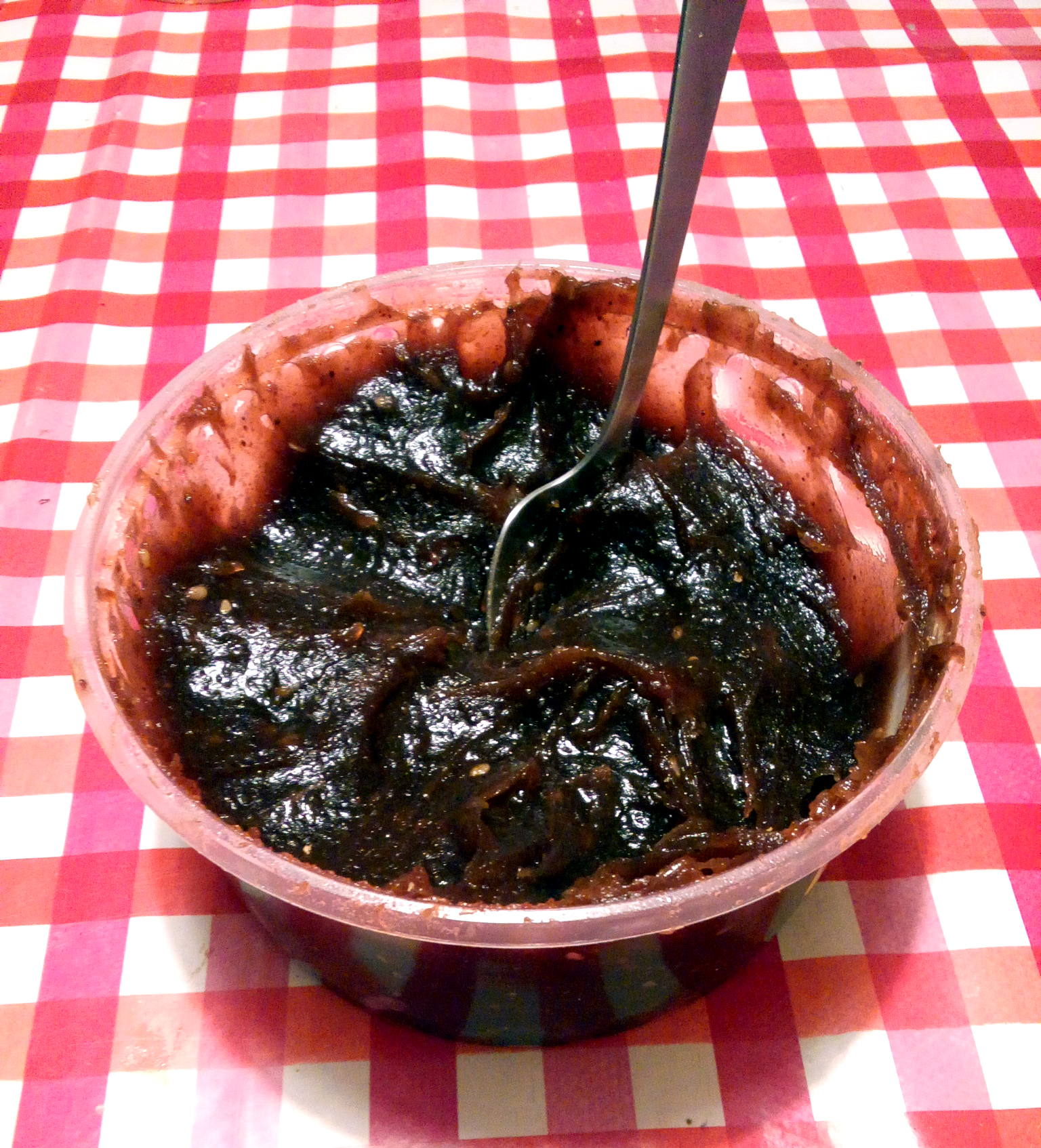
Frejol colado

Le frejol colado est un pudding à base de haricots noirs originaire du Pérou.

## Description
Le frejol colado est un dessert traditionnel afro-péruvien composé de haricots noirs, de sucre, de lait et d'épices. Les haricots sont pelés, réduits en purée, puis cuits avec du sucre, du lait et des épices comme des clous de girofle, des graines de sésame et des graines d'anis jusqu'à ce que le plat développe une texture épaisse.

## Origine
Ce dessert est préparé pour la première fois il y a plus de 400 ans et on pense qu'il est originaire de Chincha et de Cañete.